# 伊木忠恭
伊木 忠恭（いぎ ただゆき、天保7年9月11日（1836年10月20日） - 明治9年（1876年）11月14日）は、幕末の岡山藩最後の筆頭家老。伊木家15代当主。通称は若狭。

## 生涯
14代伊木忠澄と側室との間に岡山城下で生まれる。忠澄は天保10年（1839年）に正室と婚姻したが、忠恭は天保7年（1836年）生まれであるため、正室との婚姻前の子である。幼名は陽之丞、のち右京助。
弘化4年（1847年）、正室に嫡子が生まれたため、陽之丞は第2子となった。しかし、正室の子は早世したため嘉永4年（1851年）に陽之丞が嫡子となる。元治2年（1865年）4月、忠澄の隠居により、30歳で家督を相続する。
大政奉還の翌年、慶応4年（1868年）より始まった戊辰戦争では、岡山藩は官軍側として参戦した。父・忠澄が木戸準一郎（孝允）と面談し、備中諸藩の鎮撫を約束した。これに伴い、忠恭は諸藩の恭順書を取り付けた。
明治4年（1871年）、廃藩置県により岡山藩は岡山県となったが、大参事には父・忠澄が任じられた。
明治6年（1873年）、関白・九条尚忠の子を養嗣子に迎え、忠善とする。なお、忠善は明治22年（1888年）に伊木家を離籍し、靏殿家を再興、靏殿（のち鶴殿）忠善と名乗っている。
明治9年（1876年）11月14日、死去。享年41。父・忠澄より10年早い死であった。墓所は岡山市の東山墓地。